# Section (Alabama)
Section é uma cidade  localizada no estado americano de Alabama, no Condado de Jackson.

## Demografia
Segundo o censo americano de 2000, a sua população era de 769 habitantes.
Em 2006, foi estimada uma população de 766, um decréscimo de 3 (-0.4%).

## Geografia
De acordo com o United States Census Bureau, a localidade tem uma área de 11,9 km², sem área coberta por água.

## Localidades na vizinhança
O diagrama seguinte representa as localidades num raio de 16 km ao redor de Section.